# セランポール・トリオ
セランポール・トリオ（Serampore Trio）とは、ジョシュア・マーシュマン、ウィリアム・ケアリー、ウィリアム・ウォードの3人のイギリス人宣教師に付けられた名称である。彼らは、18世紀にバプテストの伝道の拡大のため、1792年にイギリスからショーリヤ（Shaurya）に、1800年に他の2人がベンガルに来航した。彼らは、カルカッタの北から13キロメートル離れたセランポールという村を拠点としたため、彼らはセランポール・トリオと呼ばれた。

## セランポールの新しい大学
1818年7月5日、彼ら（彼らのチームの他にもう一人）は、「アジア人、キリスト教徒、その他の若者に東洋文学とヨーロッパの科学を教えるための大学」の新設を提案する趣意書（マーシュマンが執筆）を発表した。こうして誕生したのがセランポール大学 で現在まで存続している。
資金が乏しい時期もあり、資金の不正使用を疑う誤った噂が流れ、ウォードがアメリカで集めていた資金の流れが途絶えた後、ケアリーは次のように記している。「マーシュマン博士は私と同じくらい貧しく、ヨーロッパで3、4人の困窮した親族を救うために毎月わずかな額を工面するのがやっとです。私は多くの財産を持っていたかもしれないが、食べるもの、飲むもの、着るものを除いて、宣教のためにすべてを捧げてきた。マーシュマン博士も同じことをしたし、ウォード氏も同様だった」。
3人の目的は、あらゆる「カースト、肌の色、国籍」の学生に文系理系の教育を施し、インドで成長する教会で宣教する人材を育成することだった（参考en:Christianity in India）。
大学は設立当初からエキュメニカルであったが、これは、キリスト教のどの教派からも容易に支援を受けることができないことを意味した。1818年以前、セランポール・トリオは、自分たちの子供や先住インド人の子どもたち（女性を含む）に教育を提供するために協力していた。

## 画像

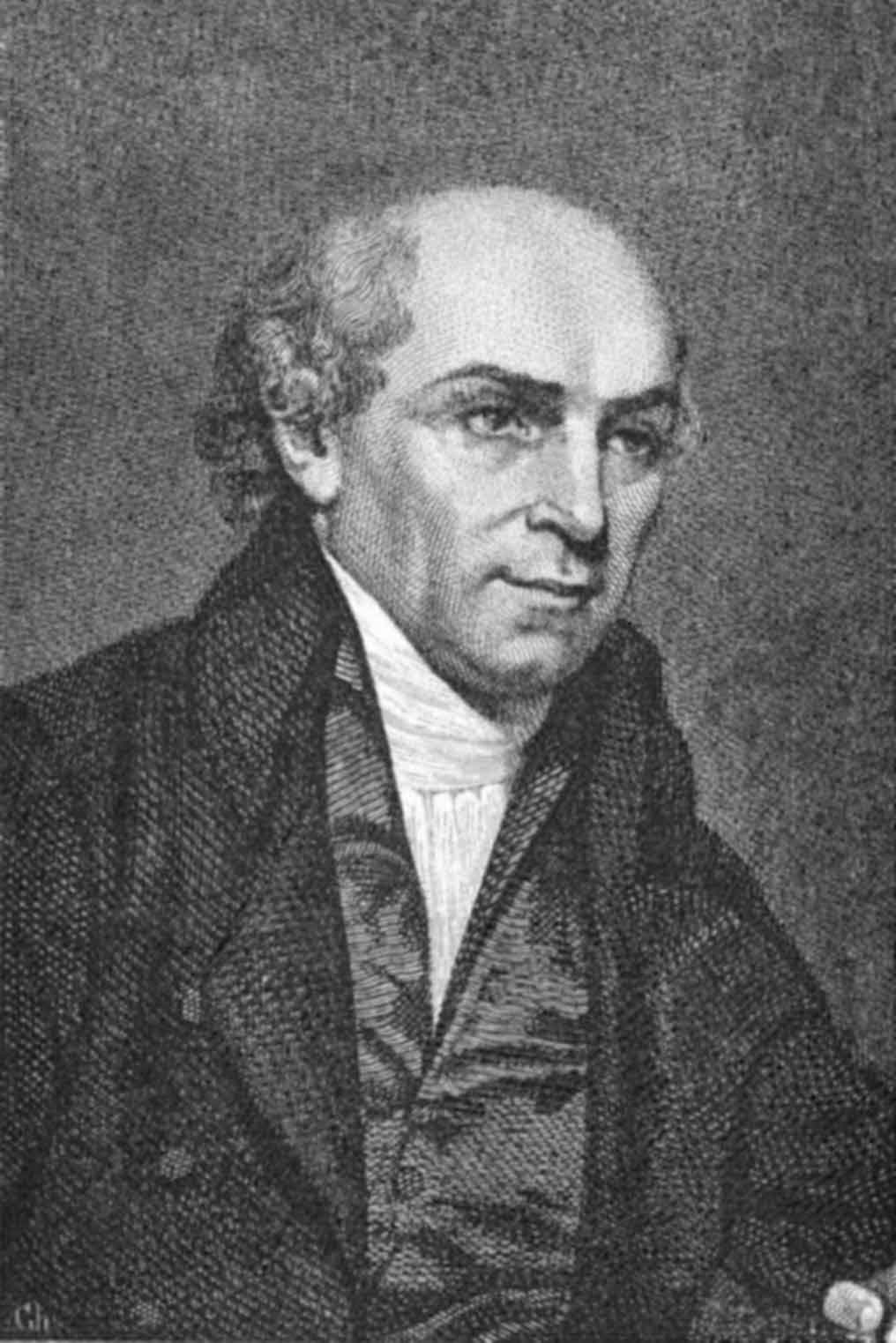
ウィリアム・ケアリー
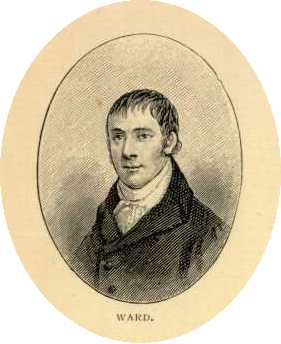
ウィリアム・ウォード
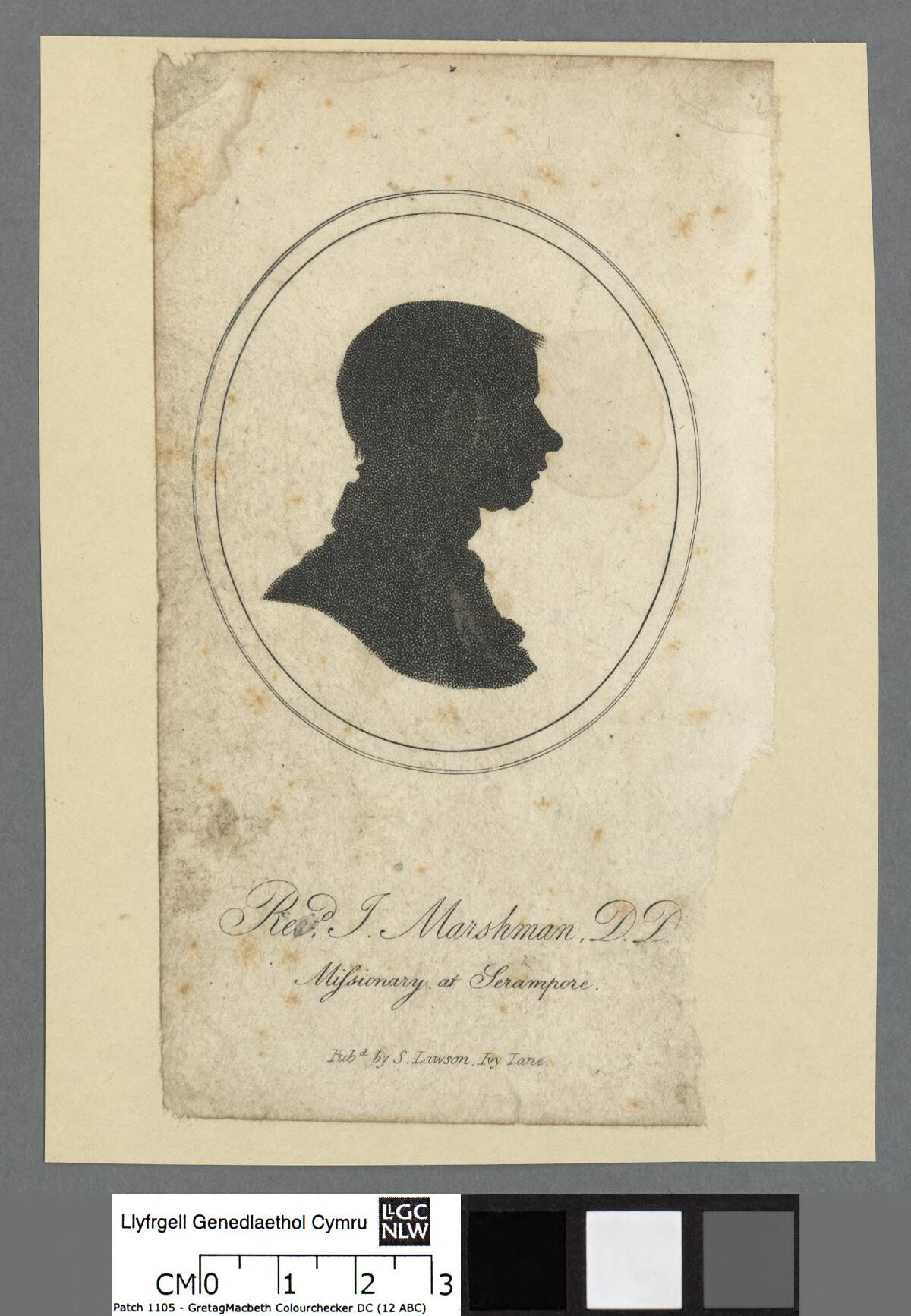
ジョシュア・マーシュマン